# خانه بحرینی
خانه بحرینی  مربوط به دوره پهلوی است و در قوچان، خیابان آقا نجفی قوچانی( مولوی سابق) واقع شده و این اثر در تاریخ ۱۲ بهمن ۱۳۸۱ با شمارهٔ ثبت ۷۴۹۴ به‌عنوان یکی از آثار ملی ایران به ثبت رسیده است.